# Тереничский сельсовет
Тереничский сельсовет (бел. Цярэ́ніцкі сельсавет) — административная единица на территории Гомельского района Гомельской области Беларуси. Административный центр — агрогородок Тереничи.

## История
19 июня 2008 года в состав Тереничского сельсовета включены населённые пункты упразднённого Телешевского сельсовета — Евстратовка, Житовля, Задоровка, Иваньков, Калиновка, Курганы, Малиновка, Муравчий, Никольск, Переход, Рудня-Телешевская, Телеши, Фащевка.

## Состав
Тереничский сельсовет включает 19 населённых пунктов:
- Вишнёвка — посёлок
- Евстратовка — посёлок
- Житовля — посёлок
- Задоровка — деревня
- Ивановка — деревня
- Иваньков — посёлок
- Калиновка — посёлок
- Курганы — посёлок
- Малиновка — посёлок
- Малиновка Телешовская — посёлок
- Муравчий — посёлок
- Никольск — посёлок
- Переход — посёлок
- Просвет — посёлок
- Рубеж — посёлок
- Рудня Телешовская — деревня
- Телеши — деревня
- Тереничи — агрогородок
- Фащевка — посёлок